# Chwedory
Chwedory (biał. Фядоры; ros. Федоры) – agromiasteczko na Białorusi, w obwodzie brzeskim, w rejonie stolińskim, w sielsowiecie Chwedory, przy drodze republikańskiej , w połowie jej odcinka pomiędzy Pińskiem a Stolinem.
Znajduje się tu parafialna cerkiew prawosławna pw. Ikony Matki Bożej „Krzew Gorejący”.

## Historia
W dwudziestoleciu międzywojennym leżały w Polsce, w województwie poleskim, w powiecie stolińskim, do 18 kwietnia 1928 gminie Radczysk, następnie w gminie Płotnica. Po II wojnie światowej w granicach Związku Sowieckiego. Od 1991 w niepodległej Białorusi.